# Sandie Jones
Pour les articles homonymes, voir Jones.
Sandie Jones, de son vrai nom Margaret Jones, née le 9 novembre 1954 et morte le 19 septembre 2019, est une chanteuse irlandaise.

## Biographie
Elle représente l'Irlande au Concours Eurovision de la chanson 1972 avec la chanson Ceol an Ghrá (anglais : Music of Love, français : musique de l'amour) qui finit à la 15e place. Ce fut la seule et unique fois dans l'histoire du concours qu'un artiste irlandais interprète une chanson en langue irlandaise[réf. nécessaire].
Jones meurt des suites d'une longue maladie le 19 septembre 2019, à l'âge de 68 ans. Elle était en soins palliatifs aux États-Unis, où elle avait déménagé vers la fin de sa vie,.

## Discographie

### Singles
- Reflections of You (Release Records - RL.514 - juillet 1969)
- Keep In Touch / Voice In The Crowd (Release Records - RL.535 - juin 1970)
- I Don't Want To Play House (Release Records - RL.574 - 1971)
- Ceol an Ghrá / Cry Cry Again (Play Records - Play 20 - février 1972) - #1 Irish Chart
- What Do I Do / It Was Only A Heart (Sandie Jones & Joe O'Toole) (Play Records - Play 21 - mars 1972) - #1 Irish Chart
- Looking For Love (Sandie Jones) / Sandie (Joe O'Toole) (Play Records - Play 31 - août 1972)
- The Happiest Girl / I Don't Want To Play House (Sandie Jones) (Play Records - Play 47- novembre 1972)
- End of the World / It's A Crying Shame (Release Records - RL.704 - novembre 1973)
- Bim Ban Boom / Single Girl (EMI Records - EMI.5001 - juillet 1974)
- Boogie Woogie Dancing Shoes / Instrumental (Spider Records - WEB.006 - mars 1979) - #15 Irish Chart
- Shoes On Boots Off / Instrumental (Spider Records - WEB.017 - décembre 1979) - #17 Irish Chart
- I Don't Want To Marry Superman / Take The Money and Run (Spider Records - WEB.041 - 1981[3])